# Прокопович Григорій Григорович
Прокопович Григорій Григорович (21 жовтня 1928, село Уріж, Дрогобицького району Львівської області — 30 липня 2008, село Уріж, Дрогобицького району Львівської області) — учасник національно-визвольного руху.

## Життєпис
Народився в селянській сім'ї.
У 1942—1943 рр. вчився у духовній семінарії в Самборі, після її закриття владою — закінчив Самбірську середню школу.
У 1944 р. навчався на 9-місячних курсах підготовки вчителів у Дрогобичі. Був заарештований за підозрою в розповсюдженні листівок із закликами не брати в руки зброї проти Української повстанської армії та допомогати її бійцям продовольством та одягом, вести розвідку дислокації й пересування військ та не співпрацювати з НКВД. Більш 2 місяців його та ще 5 осіб протримали під арештом у відділі НКВД, але, не добившись зізнань незважаючи на тиск та побиття, відпустили.
Після закінчення курсів восени 1944 р. працював учителем у селі Мокряни, потому учителем і директором школи у селі Смільна, вчителем у селі Бистриця. Підтримував зв'язки з повстанцями та розповсюджував їхні листівки. У 1946 був звільнений з посади директора школи за доносом, що діти в школі моляться.
У 1948 р. вступив на третій курс Бориславського педагогічного училища. Після закінчення училища у 1945 р. повернувся в Бистрицю, далі заочно навчався на історичному факультеті Львівського учительського інституту.
Брав участь у створенні у листопаді 1948 р. підпільної молодіжної «Організація ім. Степана Бандери», завданням якої було сприяння УПА в її боротьбі за незалежність України. У кінці 1949 р. низка членів організації були заарештовані за виготовлення і розповсюдження листівок. Прокопович був заарештований 9 грудня 1949 р. і разом з іншими членами організації звинувачений у «зраді батьківщини» (ст. 54-1 «а» та 54-11 КК УРСР). Підчас слідства утримувався у тюрмі «Бриґідки» в Дрогобичі. 23 лютого 1950 р. Військовий трибунал військ МВС Дрогобицької області засудив його на 25 років позбавлення волі, 5 років заслання та 5 років поразки в правах.
Відбував покарання в таборах поблизу Караганди, працював на будівництві шахти. За участь у страйку в 1951 р. переведений до штрафного табору у Сарань. У 1953 р. етапований до Норильську, де брав участь у Норильському повстанні. Під час придушення повстання солдат зламав йому ногу, після цього близько півроку був у гипсі. Після зняття гіпсу його відправили в штрафний табір, а на початку 1954 р. без вироку на 1 рік — у Владимирську тюрму. На пересилці в Красноярську 8 діб тримав голодівку разом з групою в'язнів. Ще рік утримувався у тюрмах у Семипалатинську та Грозному. За участь у страйках та повстаннях, не був звільнений Указом ПВР СРСР від 24 березня 1956, але термін його ув'язнення був скорочений до 10 років. Добував його в 307-й колонії в Іркутській області. Там товаришував з М. Сорокою, П. Дужим, В. Горбовим, Ю. Литвином, зустрічався з митрополитом Йосипом Сліпим. Звільнений 25 вересня 1958 р. з урахуванням «заліків» (прирівняння одного дня роботи до декількох днів позбавлення волі залежно від характеру й умов роботи, на лісоповалі в тайзі залік був 1 до). Пізніше його судимість була погашена відповідно до п. 7 ст. 55 КК УРСР.
Відмовився від пропозиції виступити в пресі з осудом свого минулого. Через заборону проживати в Західній Україні, переїхав на Донбас, де працював на шахті «Менжинська» в місті Первомайськ Луганської області.
У 1960—1967 рр. навчався на заочному відділенні факультету іноземних мов Київського університету, диплом не отримав.
Брав активну участь у діяльності підпільної організації «Український національний фронт», що була створена 1963—1964 рр. в Галичині.
21 березня 1967 р. був затриманий на вулиці Львова, маючи при собі примірники самвидавських журналів «Воля і Батьківщина» та «Месник» . 6-7 червня 1967 р. був засуджений Львівським обласним судом за ч. 1 ст. 62 КК УРСР до 6 років позбавлення волі в таборах суворого режиму та 5 років заслання. Суд був закритий.
Відбував покарання в таборі ЖХ-385/19 у селі Лєсной у Мордовії, де спілкувався з давніми своїми друзями, а також з Л. Лук'яненком, Б. Ребриком, Л. Горохівським, М. Будулаком-Шариґіним, Л. Бородіним. Організовував відзначення релігійних і національних свят. У таборі написав «Історію УПА», основну частину якої становили спогади очевидців і учасників подій. Всі зошити були конфісковані адміністрацією табора.
30 квітня 1973 р. був привезений етапом у селище Курагіно Красноярського краю. Там відбував заслання, працюючи кочегаром у пекарні.
Був звільнений у 1978 р. Повертаючись на батьківщину, тиждень гостював у дисидентів в Москві.
Оселився в батьківській хаті, працював в Бориславі на озокеритній шахті. У 1981 р. вийшов на пенсію До проголошення незалежності України у 1991 р. перебував під негласним наглядом.

## Родина
Був одружений, але розлучився з дружиною через її іншу віру (свідок Єгови) і психічну хворобу. 25травня 1980 р. в нього народився син Григорій, Прокопович виховував його після розлучення сам з 8-місячного віку. Син був диригентом церковного хору, дяком у церкві.